# Шейко, Владимир Александрович
Владимир Александрович Ше́йко (род. 11 января 1962, Харьков, Украинская ССР, СССР) — украинский дирижер, художественный руководитель и главный дирижёр Заслуженного академического симфонического оркестра Украинского радио. Народный артист Украины (2015). Лауреат Национальной премии Украины имени Тараса Шевченко (2019), Член-корреспондент Национальной академии искусств Украины (2021). 

## Образование
В 1981 окончил Полтавское музыкальное училище им. Н. В. Лысенко как пианист и теоретик музыки.
В 1988 году окончил Киевскую консерваторию имени П. И. Чайковского по специальности «оперно-симфоническое дирижирование» (проф. Стефан Турчак) и «хоровое дирижирование» (проф. Лев Венедиктов). В 1989—1991 стажировался в Большом театре в Москве (руководитель Фуат Мансуров).

## Творческая деятельность
- С 1988 года — дирижер-постановщик Киевского национальный академического театра оперетты.
- В октябре 1990 года создал первый в стране негосударственный симфонический оркестр «Украина», с которым с 1991 по 2002 годы вел широкую концертную и гастрольную деятельность (Украина, Россия, Италия, Франция, Португалия, Польша, Хорватия, Швейцария), осуществил многочисленные записи на Украинском радио и телевидении, издал ряд компакт-дисков (Россия, Италия, Великобритания, Швейцария), организовал Международные фестивали искусств «Пасхальные встречи» (Киев, Украина — 2000, 2001, 2002) и «Тенораторио» (Золотурн, Швейцария — 1999, 2000, 2001), был одним из организаторов и постановщиком открытия VERDIANO-2001 (Буссето, Италия — 2001 год).

- 1995—2005 главный дирижёр Киевского национального академического театра оперетты, где осуществил постановки 15 спектаклей, среди которых: «Порги и Бесс» Джорджа Гершвина, «Цыганский барон» и «Ночь в Венеции» И. Штрауса, «Марица» И. Кальмана, «Граф Люксембург» Ф. Легара и многие другие[1].
- С 1996 преподает на кафедре оперной подготовки и музыкальной режиссуры и кафедре оперно-симфонического дирижирования Национальной музыкальной академии Украины им. П.И. Чайковского.

- В августе 2005 возглавил Заслуженный академический симфонический оркестр Украинского радио. Осуществил ряд масштабных творческих проектов, среди которых «Покаяние Давида» В. А. Моцарта, Симфоническое Евангелие «Совершишася» А. Караманова, «Казнь Степана Разина» Д. Шостаковича, «Реквием» Дж. Верди, «Стабат Матер» Дж. Россини, «Кармина Бурана» К. Орфа (собственная сценическая версия) и многие другие. Активно участвует в ежегодных международных фестивалях «КиевМузикФест» и «Музыкальные премьеры сезона» (Киев, Украина)[1].
- Им созданы оригинальные циклические теле-радио проекты «Я-ВИРТУОЗ!», «Symphonic Mainstream», «RadioSymphony_UA», «Концерты без публики», «Шедевры», «Бенефис».
- Под руководством Владимира Шейко оркестром записано более 400 шедевров мировой и украинской музыки в Фонд Национального радио Украины.
- Произведения корифеев отечественного музыкального искусства и молодого композиторского поколения, записанные Симфоническим оркестром Украинского радио под руководством Владимира Шейко, регулярно звучат в эфире национальных каналов и эфирах каналов Европейского вещательного союза «European Broadcasting Union» 56 стран мира.
- Владимиром Шейко проведены многочисленные гастрольные турне с оркестром в 17 странах мира, в том числе: в Китайской Народной Республике, Южной Корее, Иране, Алжире, Тунисе, Объединенные Арабские Эмираты, Испании, Италии, Франции, Португалии, Голландии, Люксембурге, Бельгии, Румынии, Польше, Беларуси.
- Дирижировал на таких всемирноизвестных сценах как: Зал Капеллы им. М. Глинки (Санкт-Петербург, Россия); Концертхаус (Вена, Австрия); Концертгебау (Амстердам, Голландия); Зал Королевы Елизаветы (Антверпен, Бельгия); Арена Сферистерио (Мачерата, Италия), Театр Карло Феличе (Генуя), Театр Петруцелли (Бари), Театр Понкиелли (Кремона), Театр Лучано Паваротти (Модена), Театро Романо (Асколи Пичено, Италия), Театр Политеама Гарибальди (Палермо, Италия); Аудитория Националь де Музыка и Театро Монументаль (Мадрид, Испания); Гран Театре дель Лисеу и Палау де ла Музыка (Барселона, Испания); Колисео, Касса да Музыка (Порто, Португалия), Колисео дос Рекрейос (Лиссабон, Португалия); Колизей (Ним, Франция), Театро Романо (Вьен, Франция); Театр оперы и балета (Тимишоара, Румыния), Театр оперы и балета (Бухарест, Румыния); Национальный Театр Алжира (Алжир), Национальная Опера Алжира (Алжир), Дворец Муфди Закария (Алжир); Сити Холл (Сеул, Южная Корея); Колизей (Эль-Джем, Тунис), Амфитеатр (Картаж, Тунис); Сити Холл (Гонконг, КНР), Национальная филармония ( Пекин, КНР), Национальная опера (Дубай, ОАЭ)[2].

## Награды и звания
- Заслуженный деятель искусств Украины (21 мая 2003 года) — за весомый личный вклад в социально-экономическое и культурное развитие столицы Украины — города Киева[3].
- Орден Святого Равноапостольного великого князя Владимира III степени (2005).
- Почётная грамота Верховной Рады Украины (2005).
- Почётный знак Министерства культуры Украины (2012).
- Нагрудный «Знак Почёта» городской администрации Киева (2012).
- Почётная грамота Кабинета Министров Украины (2012).
- Орден Дружбы (10 сентября 2013 года, Россия) — за большой вклад в укрепление дружбы и сотрудничества с Российской Федерацией, развитие научных и культурных связей[4].
- Народный артист Украины (9 ноября 2015 года) — за значительный личный вклад в развитие национальной культуры и искусства, весомые творческие достижения и высокое профессиональное мастерство[5].
- Национальная премия Украины имени Тараса Шевченко (7 марта 2019 года) — за аудиозаписи произведений украинских композиторов в Фонд Украинского радио, концертные программы 2013 — 2018 годы[6].
- Орден «За заслуги» ІІІ степени (9 ноября 2020 года) — за значительный личный вклад в развитие национальной культуры и искусства, весомые творческие достижения и высокое профессиональное мастерство[7].
- С 2021 Член-корреспондент Национальной академии искусств Украины (2021).
- Орден «За заслуги» ІІ степени (15 ноября 2024 года) — за весомый личный вклад в развитие радиовещания в Украине, популяризацию национальной культуры и музыкального искусства, творческие достижения, высокое профессиональное мастерство и по случаю 100-летия Украинского радио[8].